# Roland Wieser
Pour les articles homonymes, voir Wieser.
Roland Wieser, né le 6 mai 1956 à Zschopau (Saxe-Anhalt), est un athlète est-allemand, spécialiste de la marche. Il a remporté une médaille de bronze sur 20 km aux Jeux olympiques d'été de 1980 à Moscou. Deux ans plus tôt, il était devenu champion d'Europe sur la même distance.

## Palmarès

### Jeux olympiques
- Jeux olympiques de 1980 à Moscou ( Union soviétique)
  -  Médaille de bronze sur 20 km marche

### Championnats du monde d'athlétisme
- Championnats du monde d'athlétisme de 1983 à Helsinki ( Finlande)
  - 10e sur 20 km marche

### Championnats d'Europe d'athlétisme
- Championnats d'Europe d'athlétisme de 1978 à Prague ( Tchécoslovaquie)
  -  Médaille d'or sur 20 km marche
- Championnats d'Europe d'athlétisme de 1982 à Athènes ( Grèce)
  - 9e sur 20 km marche